# 丹麦国铁EA型电力机车
EA型电力机车是丹麦国家铁路所使用的第一种电力机车车型，由联邦德国（西德）西门子交通集团和瑞士勃朗-包维利股份公司等企业联合设计制造，适用于供电制式为25千伏50赫兹工频单相交流电的电气化铁路。

## 簡介
1980年代初，丹麦国家铁路公司决定首先在首都哥本哈根至西兰岛赫尔辛格的铁路实现电气化，经过研究后决定采用25千伏50赫兹工频单相交流电的供电制式。1982年，丹麦国铁向西德西门子交通集团和瑞士勃朗-包维利股份公司订购了一批电力机车，克劳斯-玛菲公司、蒂森-亨舍尔集团等企业均参与了机车的制造。新机车被定型为EA型电力机车，首台机车于1985年交付使用。
EA型电力机车以德国铁路120型电力机车为原型，采用了在当时最先进的三相交流传动技术，包括四象限脉冲变流器、异步牵引电动机；机车牵引功率为4000千瓦，再生制动功率3500千瓦。

## 運用及配屬
在1985年起，EA型電力機車全部應用於丹麦國鐵客、貨運服務。但由於丹麦國鐵引入同廠生產、更先進的EuroSprinter電力機車，此等機車除3004、3007、3010、3020及3022五輛外，均已從丹麦國鐵引退。
2001年，3012-3019及3021九輛機車連同丹麦国家铁路貨運部門被併入雷力昂公司（機車租賃公司），並於2009-10年再連同雷力昂併入德鐵信可鐵路。
2004至2005年間，3008及3020被封存作零件車，而3020後來於2006年重新投用。
2007年，3002、3003、3005、3006、3008及3009六輛機車售予保加利亞Bulmarket燃氣公司。
2017年1月，首輛生產的3001「汉斯·奥斯特號」機車除籍解體。

### 機車配屬/命名清單
所有機車以丹麦著名科學家、工程師或國鐵重要人物命名（部分未有中文譯名）。
| 机车编号 | 命名                 | 目前配属                 | 備註                                                |
| -------- | -------------------- | ------------------------ | --------------------------------------------------- |
| 3001     | 汉斯·奥斯特號        | 除籍                     | 曾配屬丹麦国家铁路，已於2017年1月拆解，充當廢鐵處分 |
| 3002     | 尼尔斯·玻尔號        | Bulmarket燃氣公司        | 2007年出售                                          |
| 3003     | 海因里克·文克号      | Bulmarket燃氣公司        | 2007年出售                                          |
| 3004     | 奧勒·羅默號          | 丹麦国家铁路             |                                                     |
| 3005     | William Radford號    | Bulmarket燃氣公司        | 2007年出售                                          |
| 3006     | 伏德馬·波爾森號      | Bulmarket燃氣公司        | 2007年出售                                          |
| 3007     | Kirstine Meyer號     | 丹麦国家铁路             |                                                     |
| 3008     | Otto Busse號         | Bulmarket燃氣公司        | 2004年封存作零件車，2007年出售                      |
| 3009     | 安高·恩厄隆號        | Bulmarket燃氣公司        | 2007年出售                                          |
| 3010     | Søren Hjorth號       | 丹麦国家铁路             |                                                     |
| 3011     | Thomas B. Thrige號   | 德鐵信可鐵路（羅馬尼亞） | 編號改為465001                                      |
| 3012     | A R Angelo號         | 德鐵信可鐵路（羅馬尼亞） | 編號改為465002                                      |
| 3013     | Wilhelm Hellesen號   | 德鐵信可鐵路（保加利亞） |                                                     |
| 3014     | C E Krarup號         | 德鐵信可鐵路（保加利亞） |                                                     |
| 3015     | Nielsine Nielsen號   | 德鐵信可鐵路（保加利亞） |                                                     |
| 3016     | A W Hauch號          | 德鐵信可鐵路（保加利亞） | 曾於德鐵信可鐵路（羅馬尼亞）營運，編號改為465003    |
| 3017     | Emil Chr Hansen號    | 德鐵信可鐵路（保加利亞） |                                                     |
| 3018     | 尼爾斯·呂貝里·芬森號 | 德鐵信可鐵路（羅馬尼亞） | 編號改為465004                                      |
| 3019     | P O Pedersen號       | 德鐵信可鐵路（保加利亞） |                                                     |
| 3020     | G F Ursin號          | 丹麦国家铁路             | 2004至05年間封存，及後回復正常使用                  |
| 3021     | Peter Wilhelm Lund號 | 德鐵信可鐵路（羅馬尼亞） | 編號改為465005                                      |
| 3022     | Søren Frich號        | 丹麦国家铁路             |                                                     |